# متحف تراث الجزر بقرقنة
متحف تراث الجزر بقرقنة أو متحف دار الفهري هو متحف خاص يقع في قرية العباسية في جزيرة قرقنة في تونس، افتتح في 24 أبريل 2006. 

يقع المتحف تحت رعاية «مركز سرسينا» (Centre Cercina) للأبحاث على الجزر المتوسطية الذي يقوده الجامعي التونسي عبد الحميد الفهري، والذي استضاف المتحف في عدة منازل تقليدية تم ترميمها اسمها دار الفهري.

يحاول أن يعرض المتحف:
- الأنشطة التقليدية للجزيرة المرتبطة بالاقتصاد التقليدي والموجهة أساسا نحو الصيد البحري.
- الحرف اليدوية باستخدام الحلفاء والنخيل.
- شخصيات تاريخية عرفت الجزيرة مثل حنبعل والحبيب بورقيبة أو كذلك فرحات حشاد.

وبالإضافة إلى ذلك، يتم تنظيم ورش عمل لإنعاش أنشطة الأجداد مثل التطريز. يوجد كذلك مساحة تجارية تسمح بشراء الكتب          والأقراص المضغوطة المتعلقة قرقنة.

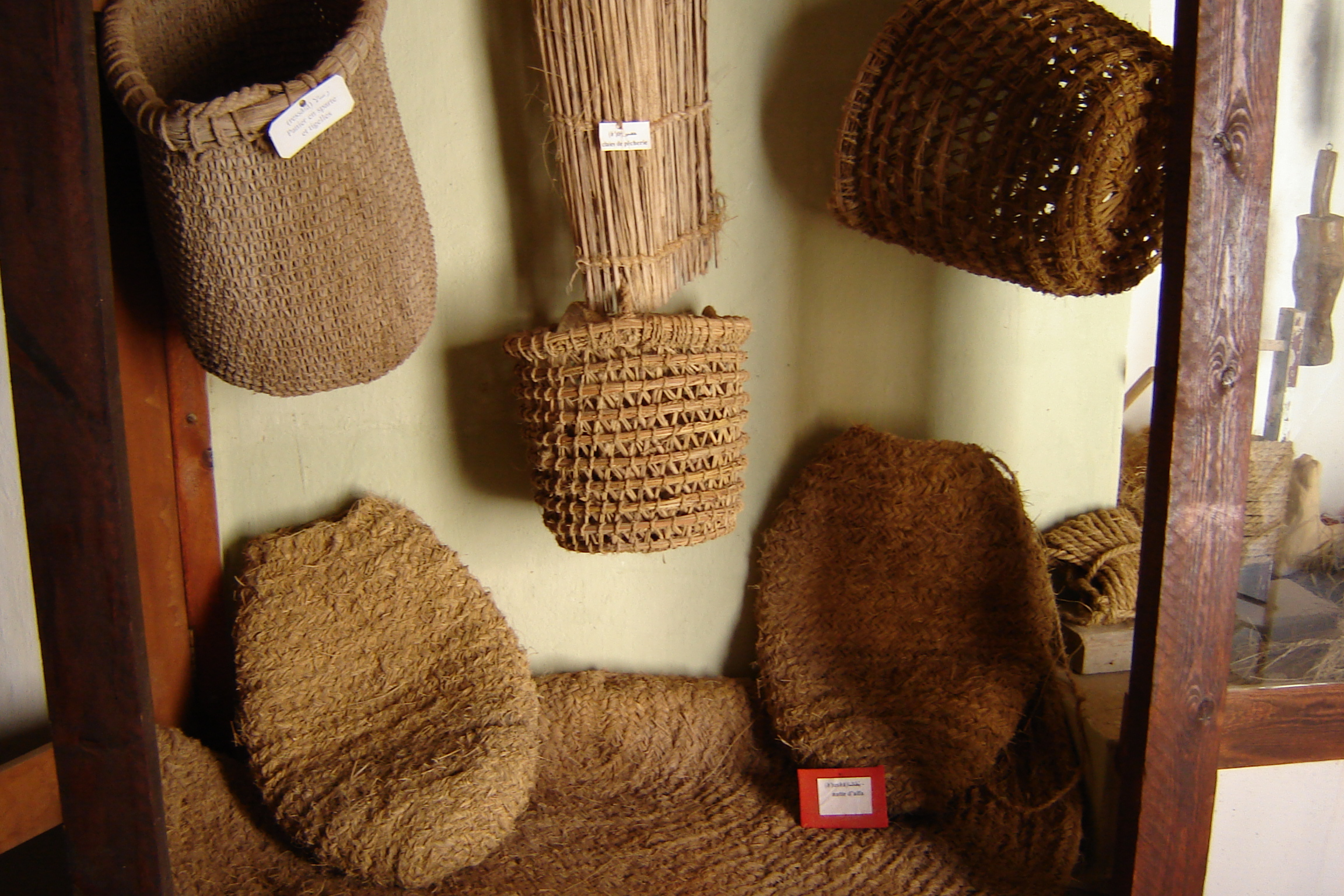
صناعات تقليدية بالحلفاء وسعف النخيل.
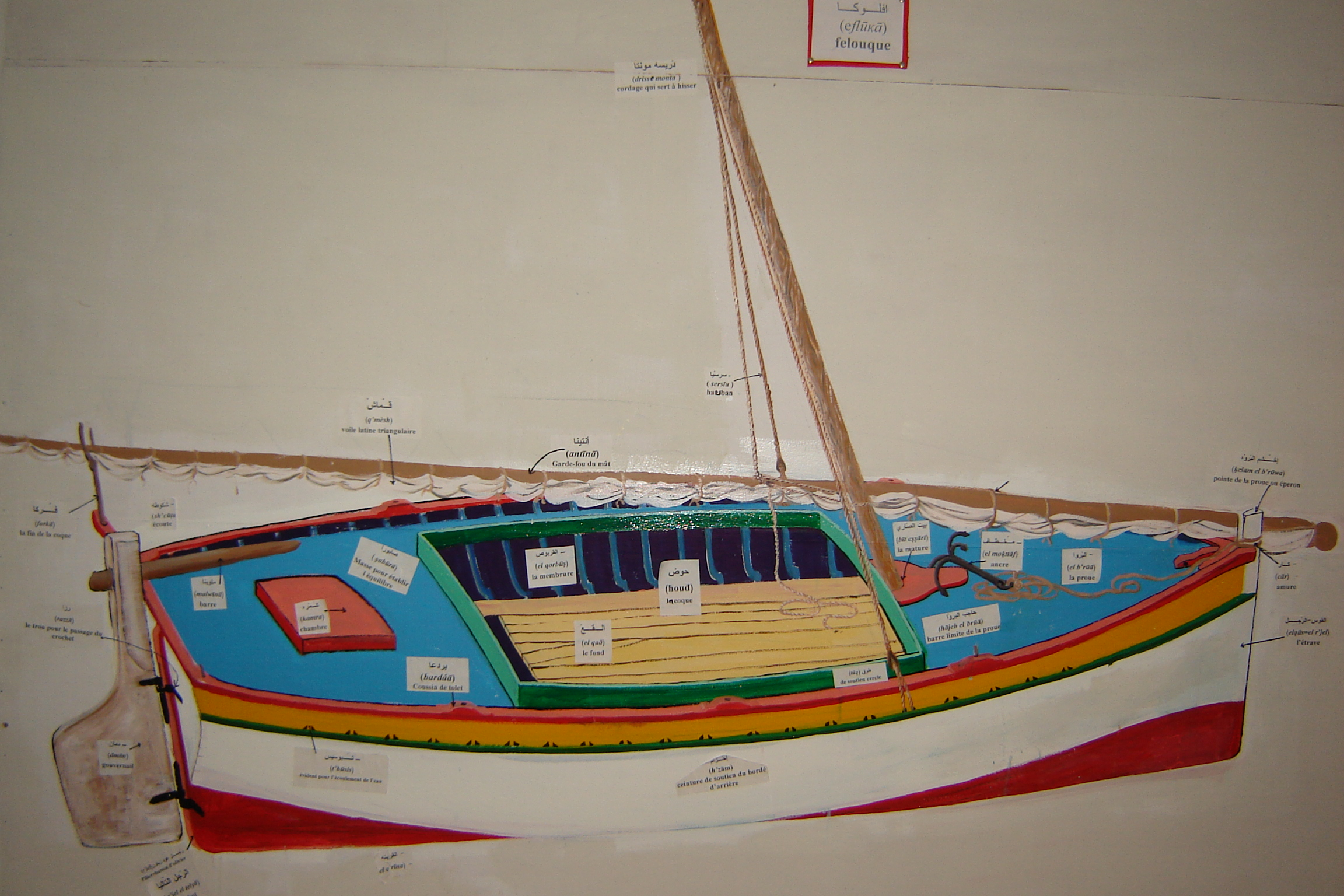
رسم تعريفي بقارب الصيد الصغير الفلوكة.
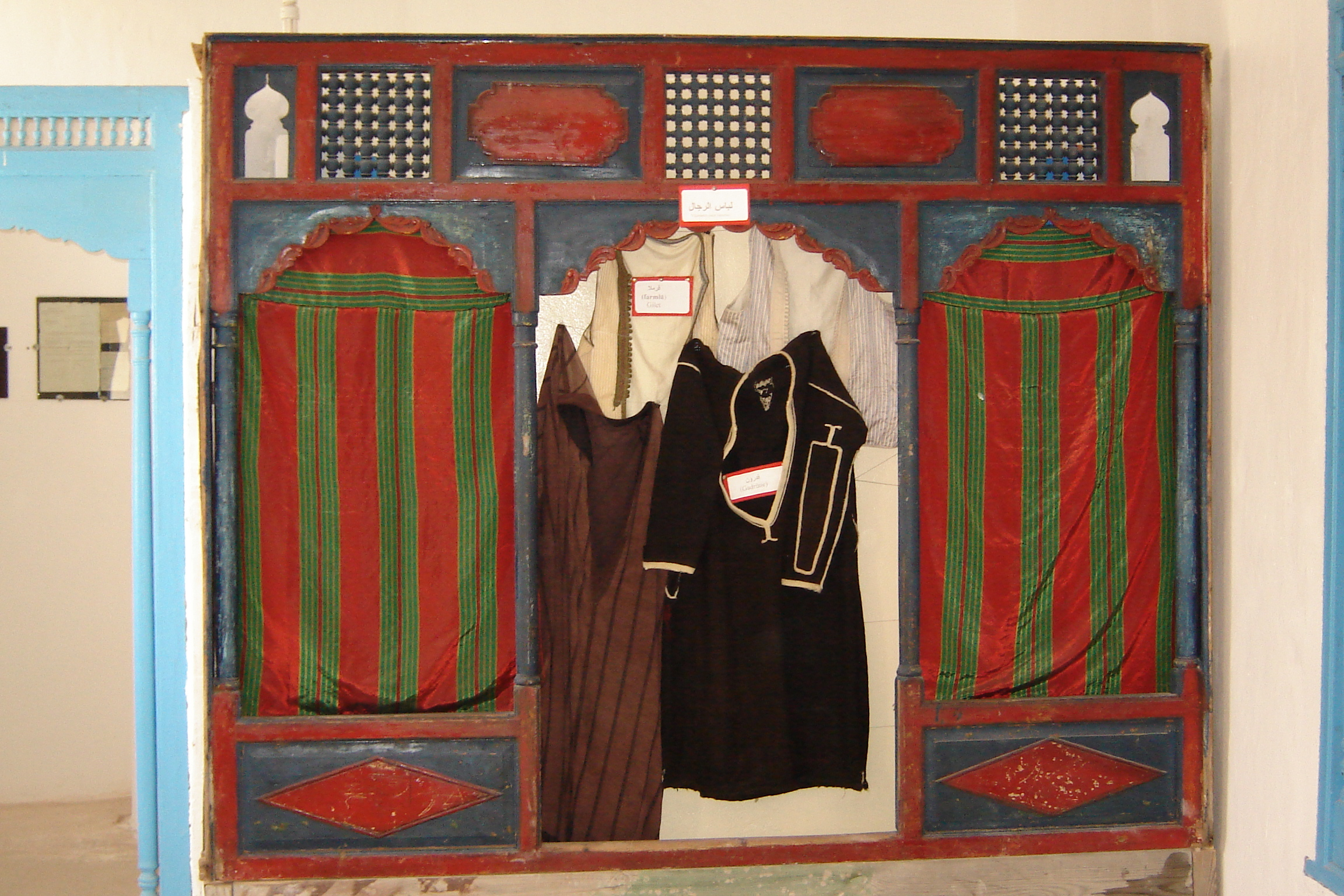
أقمشة تقليدية.
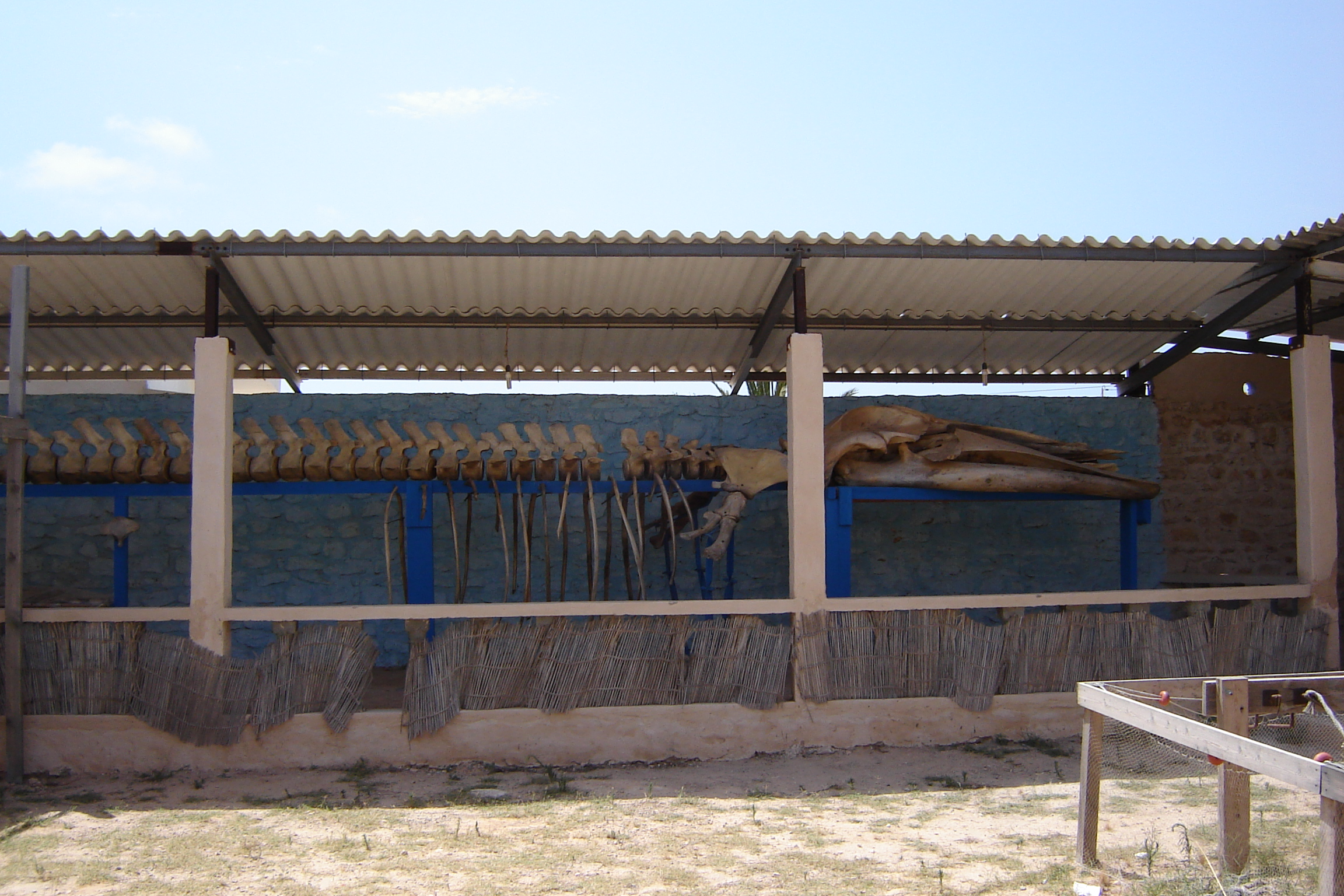
هيكل عظمي لحوت نافق.